# Institute of Radio Engineers
Das Institute of Radio Engineers, abgekürzt IRE, war von 13. Mai 1912 bis 1. Januar 1963 ein amerikanischer Berufsverband von Ingenieuren aus den Bereichen Elektrotechnik mit Sitz in New York City. Anfang 1963 entstand aus dem Zusammenschluss der beiden amerikanischen Ingenieursverbände American Institute of Electrical Engineers (AIEE) und des IRE der heute weltweite Berufsverband Institute of Electrical and Electronics Engineers, abgekürzt IEEE (ausgesprochen als „i triple e“ [ai trɪpl i:]).
Die Anfang des 20. Jahrhunderts dominierende Organisation AIEE hatte ihren Tätigkeitsbereich primär im Bereich der elektrischen Energietechnik, während die damals aufkommende Funktechnik und Radiotechnik noch keinen Berufsverband zum Zwecke der Koordination von notwendigen Standards und Verfahren aufwies. Außerdem versuchte sich die IRE bereits bei Gründung stärker international auszurichten als die primär auf den nordamerikanischen Markt fokussierte AIEE.
Die IRE publizierte ab 1913 in der monatlich erschienenen Fachzeitschrift Proceedings of the IRE aktuelle Arbeiten mit technisch-wissenschaftlichen Hintergrund zu Themen der Nachrichtentechnik wie der Modulationstechnik oder der Fernsehtechnik. Vorarbeiten zu der nordamerikanischen Fernsehnorm National Television Systems Committee (NTSC) wurden im Rahmen der IRE durchgeführt und der Name der dimensionslosen Einheit IRE (Einheit) leitet sich von der Organisation ab. Diese vor allem im nordamerikanischen Raum verbreitete Maßeinheit wird noch heute im Standard ITU-R BT.470 zur Pegelangabe von Videosignalen verwendet.
Die IRE wirkte bei der 1926 gegründeten National Electrical Manufacturers Association (NEMA) und der 1934 gegründeten Federal Communications Commission (FCC) mit.
Die IRE verlieh jährlich Medaillen, unter anderem die IRE Medal of Honor an Wissenschaftler, die außerordentliche Leistungen auf ihrem Gebiet vollbrachten. Diese Funktion übernahm in Folge die IEEE mit der IEEE Medal of Honor.